# La fine non è la fine
La fine non è la fine è l'unico LP pubblicato dalla band screamo italiana La Quiete. È stato pubblicato nel 2004.

## Tracce
1. Raid aereo sul paese delle farfalle - 1:35
2. Metempsicosi del fine ultimo: nevrastenica oscillazione fra poli estremi - 3:00
3. Notte dei cristalli a Rue Des Trois-Frères - 1:51
4. Ciò che siamo, ciò che non vogliamo - 4:04
5. Il destino di un ombrello - 1:30
6. Merce Cunningham - 0:59
7. Super Omega - 2:20
8. Uncaged - 1:27
9. La fine non è la fine - 4:26